# Alexandra Le
Alexandra Georgijewna Le (russisch Александра Георгиевна Ле; * 3. Mai 2004 in Almaty) ist eine kasachische Sportschützin.

## Erfolge
Alexandra Le begann 2017 mit dem Sportschießen und sicherte sich 2022 bei den Asienmeisterschaften in Daegu ihre ersten Medaillen im Erwachsenenbereich. Mit dem Luftgewehr belegte sie sowohl in der Einzel- als auch in der Mannschaftskonkurrenz jeweils den dritten Platz. Ein Jahr darauf wurde sie in Changwon bei den Asienmeisterschaften auch mit Islam Sätbajew im Mixedwettkampf mit dem Luftgewehr Dritte. Darüber hinaus gewann sie zwei Medaillen mit dem Kleinkalibergewehr. Im Mannschaftswettkampf im liegenden Anschlag sicherte sie sich die Bronzemedaille und im Mannschaftswettkampf im Dreistellungskampf gewann sie Silber. Bei den 2023 ausgetragenen Asienspielen 2022 in Hangzhou wurden Le und Sätbajew ebenfalls Dritte im Mixed mit dem Luftgewehr. 2024 folgte eine weitere Bronzemedaille für Le, als sie in Jakarta bei den Asienmeisterschaften im liegenden Anschlag mit dem Kleinkalibergewehr Rang drei belegte.
Bei den Olympischen Spielen 2024 in Paris ging Le in drei Konkurrenzen an den Start. Mit dem Luftgewehr gelang ihr als Sechste die Qualifikation für das Finale, das sie ebenfalls auf dem sechsten Platz beendete. Mit dem Kleinkalibergewehr im Dreistellungskampf kam sie hingegen nicht über den zehnten Platz der Qualifikation hinaus und verpasste damit den Finaleinzug. Wesentlich erfolgreicher verlief für Le das Mixed mit dem Luftgewehr. Mit Islam Sätbajew gelangen ihr 630,8 Punkte, was das drittbeste Resultat der Qualifikation darstellte und zum Einzug ins Duell um die Bronzemedaille berechtigte. In diesem besiegten sie die Deutschen Anna Janßen und Maximilian Ulbrich mit 17:5 und erhielten damit Bronze.
Sie ist mit dem Sportschützen Matwei Timofejew verheiratet und absolviert ein Studium in Business Engineering an der Sätbajew-Universität.